# コニカルコ石

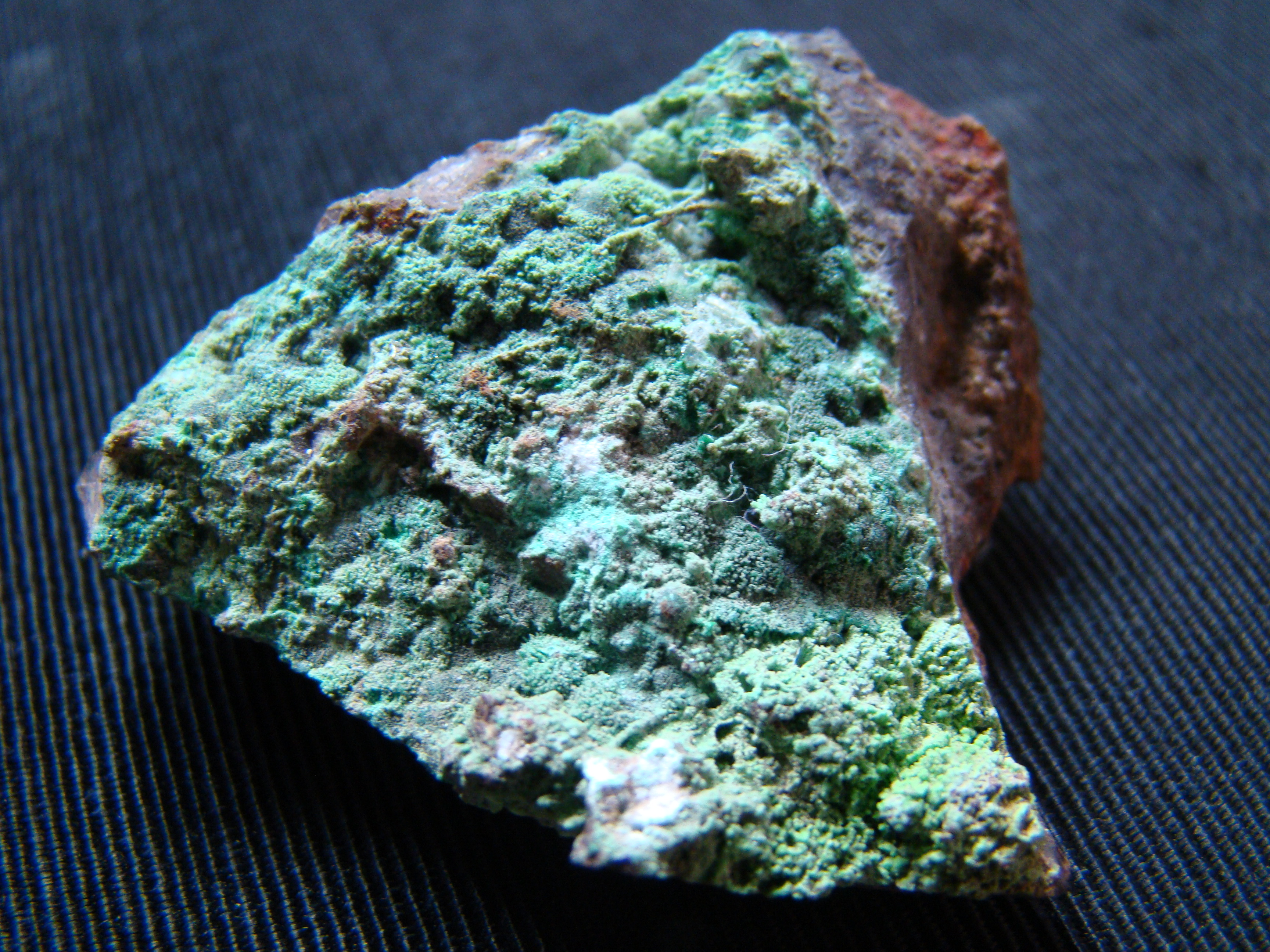
コニカルコ石

コニカルコ石（粉銅鉱、コニカルサイト、英: conichalcite）とは、CaCuAsO4(OH)という組成式を持つ、ドゥフト石(PbCu(AsO4)(OH))と関連した比較的よく見られる砒酸塩鉱物の一種である。
緑色を呈し、しばしばブドウ房状晶癖を示す。いくつかの種類の金属析出物の酸化帯に見られる。 褐鉄鉱、 孔雀石、 ブダン石 、 アダマイト、 含銅アダム鉱、 オリーブ銅鉱、菱亜鉛鉱といった鉱物とともに見られる。